# Jaufré Rudel
Jaufré Rudel, poznat još i kao Jaufré Rudel de Blaja je bio provansalski trubadur koji je djelovao oko polovice 12. stoljeća. Podrijetlom je bio iz Saintongea, knez od Blayea (okcitanski Blaja). Gotovo ništa nije poznato o njegovu životnome putu. Čini se da je 1147. kao sudionik II. križarskoga rata otišao u Svetu zemlju. U pariškom kodeksu koji se čuva u Bibliothèque Nationale de France sačuvano je tek sedam tekstova njegovih pjesama, u kojima se ističe tema »daleke ljubavi« (»amor de lonh«), te nekoliko njegovih melodija. Ostali su izvori Jaufréove trubadurske lirike zbirke: Saintgermainski šansonijer (Chasonnier de Saint-Germain) i Kraljev šansonijer (Chansonnier du Roi). Njegovi sugestivni stihovi o ljubavi prema Melisendi, grofici od Tripolija, postali su legendarni i nadahnuli Petrarku, Uhlanda, Heinea, Swinburnea, Carduccija, E. Rostanda i dr.